# Rhodnius prolixus
Espèce
Rhodnius prolixus est une espèce de punaises hématophages de la sous-famille des Triatominae (famille des Reduviidae), et principal vecteur du parasite responsable de la maladie de Chagas dans le Nord de l'Amérique du Sud. Elle se rencontre dans une large gamme d'écotopes, et principalement trouvée dans le llanos avec une altitude comprise entre 500 et 1 500 m au-dessus du niveau de la mer et des températures de 16 à 28 °C. R. prolixus, comme pratiquement tous les membres du genre Rhodnius, vit principalement dans les palmiers et possède une large gamme d'hôtes en milieu naturel, notamment des oiseaux, des rongeurs, des marsupiaux, des paresseux et des reptiles.
Cet insecte a été utilisé par Sir Vincent Wigglesworth pour l'étude d'hormones d'insectes. Il a été impliqué dans la transmission de transposons entre lui et certains de ses hôtes vertébrés, les singes-écureuils et les opossums. R. prolixus est considéré comme le modèle de prédilection dans l'étude des vecteurs de la maladie de Chagas dû à son importance épidémiologique et son élevage relativement aisé en laboratoire.

## Histoire
Rhodnius prolixus s'est dispersé dans toute l'Amérique centrale après que des spécimens originaires du Venezuela se soient accidentellement échappés d'un laboratoire de recherche de San Salvador en 1915. L'espèce a ensuite colonisé les maisons et envahi les pays voisins, probablement par transport accidentel par des voyageurs. En 2012, tous les pays d'Amérique centrale ont été déclarés libres de transmission vectorielle par R. prolixus, signifiant son élimination dans l'espace domestique dans ces pays, bien que d'autres espèces de triatomines causent toujours des infections dans ces pays.

## Cycle de vie

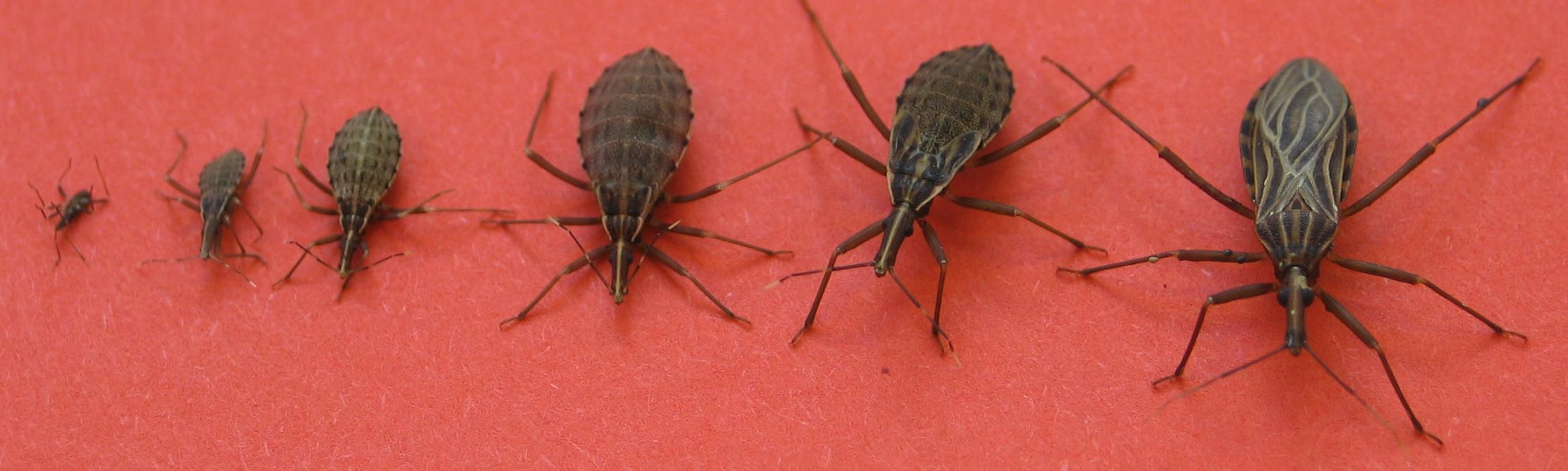
Rhodnius prolixus – les cinq stades nymphaux et l'adulte (de gauche à droite).

R. prolixus présente cinq stades larvaires, avec une mue entre chacun, suivi d'un imago, seul stade où R. prolixus possède des ailes et est capable de se reproduire. Chaque stade larvaire nécessite un et un seul repas sanguin complet pour déclencher le processus de mue, qui prend fin 12 à 15 jours plus tard. Un repas sanguin est également nécessaire à la maturation et ponte d’œufs par la femelle au stade adulte. Wigglesworth a démontré que la mue est déclenchée par l'hormone PTTH sécrétée dans l'hémolymphe en réponse à la libération d'hormones par le cerveau de l'insecte. Il a en outre été démontré que les corps allates, localisés dans la tête de l'insecte, sécrètent l'hormone juvénile qui empêche le développement prématuré vers l'âge adulte. En effet, l'ablation de la tête au cours de n'importe quel stade larvaire entraîne un développement précoce vers l'adulte, tandis que l'implantation d'une tête de juvénile d'un des quatre premiers stades larvaires au corps d'un individu au cinquième stade larvaire cause une mue donnant naissance à une larve géante d'un sixième stade inexistant en conditions naturelles.
L'adulte sécrète des composés dans la piqure pendant l'alimentation à travers sa salive, notamment des lipocalines. Il a été démontré que ces lipocalines remplissent diverses fonctions, notamment la séquestration des amines – en particulier la sérotonine – pour prévenir la vasoconstriction (et éventuellement la coagulation) chez l’hôte, ce qui facilite et permet l'engorgement. Les triatomines possèdent un système unique de refroidissement du sang ingéré par un contre-courant entre l'hémolymphe et la pompe cibariale responsable de la succion, permettant de diminuer les risques de choc de température dû à l'ingestion rapide de sang chaud. L'alimentation sanguine dure en moyenne 15 minutes, pendant lesquelles les nymphes peuvent ingérer jusqu'à douze fois leur propre poids en sang.

## Vecteur de maladie
La maladie de Chagas est causée par le protozoaire parasite Trypanosoma cruzi. L’infection par la maladie de Chagas survient après qu'une triatomine, comme Rhodnius prolixus, ait libéré des protozoaires dans ses excréments durant le repas sanguin. Le parasite pénètre soit par une abrasion de la peau, souvent lorsque la victime gratte le site de la piqure, soit par contact entre ces excréments et les muqueuses de la victime, souvent les yeux, la bouche ou le nez. L'infection peut également se produire par transfusion sanguine et par ingestion d'aliments contaminés par des punaises infectées, principale route d'infection de mammifères en milieu naturel et lors des crises épidémiologiques modernes.

## Systématique
Le nom valide complet (avec auteur) de ce taxon est Rhodnius prolixus Stål, 1859.